# Currituck, Carolina de Nord
Currituck este un oraș și sediul comitatului omonim, Currituck, statul  Carolina de Nord,  Statele Unite ale Americii.